# Mattia Flacio Illirico
Mattia Flacio Illirico (in tedesco Matthias Flacius; in latino Matthias Flacius Illyricus; Albona, 3 marzo 1520 – Francoforte sul Meno, 11 maggio 1575) fu un teologo luterano tedesco originario dell'Istria, docente di lingua ebraica e greca a Wittenberg e, in seguito, del Nuovo Testamento all'Università di Jena.
Elaborò una teologia che venne indicata con il suo nome, flacianismo.

## Biografia
Trascorse l'infanzia e la giovinezza in Istria e a Venezia dove ricevette una formazione umanistica alla scuola di San Marco. Lo zio Baldo Lupetino, francescano conventuale filo-luterano, condannato a morte nel 1556 dalla Serenissima per le sue idee eretiche, lo convinse a completare gli studi oltralpe, dapprima per un anno a Basilea, poi a Tubinga e infine a Wittenberg dove fece la conoscenza, nel 1541, di Martin Lutero e Filippo Melantone.
Nel 1544 diventò professore di greco e ebraico in quella città. L'anno dopo si sposò ma la moglie morì in breve tempo. Subito dopo si risposò e da questa seconda unione nacquero diciotto figli.
Uomo di profondissima cultura e grande polemista, intraprese la stesura, assieme ad altri teologi riformati, delle Centurie di Magdeburgo in tre volumi; una cronistoria in cui si ripercorre la storia della chiesa dalle origini, con l'obbiettivo di mostrare i tradimenti di Roma alla fede cristiana, pur evidenziando una minoranza di testimoni fedeli alla verità, tra questi i Padri della Chiesa e singoli personaggi nel corso dei secoli.
Flacio non ammetteva compromessi dottrinali con il Cattolicesimo. In questa polemica si oppone a Melantone che con gli interim, formule relativamente concilianti tra le posizioni protestanti e quelle cattoliche, elaborate sia da Melantone sia da altri teologi, proponeva soluzioni provvisorie in attesa che si pronunciasse in modo autorevole un concilio.
Elaborò una teoria sul peccato originale che venne esposta durante una disputa svoltasi a Weimar nel 1560 con il teologo Victorin Strigel: Flacio enunciò che il peccato originale non era un accidente ma era parte della stessa sostanza umana. Questa affermazione conduceva, però, in un vicolo cieco: o Satana era il creatore della sostanza o Dio era il creatore del peccato, come confutò il teologo Tilemann Hesshusen. Le teorie di Flacio furono poi definitivamente condannate nella Formula della Concordia del 1577.
Flacio scrisse, tra il 1561 e il 1566, la Clavis Scripturae Sacrae o Clavis aurea dove affermava che la Scrittura era la sorgente pura del cristianesimo. Condizioni per affrontare questa difficile lettura erano una percezione della grazia di Dio, qualche conoscenza delle sue dottrine, la disponibilità alla preghiera e alla meditazione, la volontà di leggere la Scrittura in modo continuato e avendo a disposizione un'accurata traduzione del testo. Era lo Spirito Santo che permetteva al credente di interpretare la Scrittura e che mostrava Gesù Cristo. Sarebbe stato il Libro stesso a rendersi intelligibile al lettore che voleva conoscere Gesù attraverso la Bibbia.
Il senso letterale doveva essere privilegiato la dove non era il testo stesso a usare figure del discorso o generi letterari diversi. Grazie a questo scritto, Flacio venne indicato come il fondatore della filosofia ermeneutica, l'arte dell'interpretazione dei passaggi poco comprensibili delle Sacre Scritture, pur restando affrancato al principio luterano della sola scriptura.
Secondo il filosofo tedesco Wilhelm Dilthey, Flacio esprime «il nocciolo di una teoria moderna per i procedimenti interpretativi», grazie alla sua attenzione per le caratteristiche del testo e con il rispetto per il testo ai fini della sua comprensione.
Fu cacciato da Francoforte nel 1567 per le sue polemiche nei confronti dell'Interim di Augusta e dell'Interim di Lipsia del 1548, riparò dapprima a Strasburgo, da dove venne più tardi espulso per gli stessi motivi, passò infine gli ultimi anni girovagando per la Germania.
Nel 1570 scrisse una Esortazione al serenissimo principe, in questa lettera egli esortava la Signoria a considerare le gravi degenerazioni del cristianesimo, le superstizioni e le idolatrie tollerate dalla chiesa di Roma, esortando a ricercare la verità nella Bibbia. Morirà l'11 marzo del 1575 a Francoforte sul Meno.

## Opere
- Clarissimae quaedam notae verae ac falsae religionis (1549)
- De vocabulo fidei (1549)
- De voce et re fidei (1555)
- Catalogus testium veritatis, qui ante nostram aetatem reclamarunt Papae (1556)
- Confessio Waldensium (1558)
- Konfutationsbuch (1559)
- Ecclesiastica historia, integram Ecclesiae Christi ideam... secundum singulas Centurias, perspicuo ordine complectens... ex vetustissimis historicis...congesta: Per aliquot studiosos et pios viros in urbe Magdeburgica (1559-1574)
- Clavis Scripturae Sacrae seu de Sermone Sacrarum literarum (1567)
- Glossa compendiaria in Novum Testamentum (1570)